# Susanna Maria Loncque
Susanna Maria Loncque (Middelburg, gedoopt 1 september 1699 - Oosterland, 1 september 1752) was ambachtsvrouwe van de Zeeuwse heerlijkheden Oosterland, Sirjansland en Oosterstein. Zij had een groot vermogen dat ze succesvol uitbreidde en ze hield zich intensief bezig met het bestuur van haar heerlijkheden. Voor Susanna Maria was het van groot belang dat haar erfenis binnen de eigen familie bleef, wat haar uiteindelijk ook is gelukt.

## Levensloop
Susanna Maria werd in 1699 in Middelburg geboren als de dochter van Charles Loncque (1653-1715) en Quirina Cecilia Verheije (1667-1731). Een jaar later kreeg ze een zusje: Johanna Jacoba (1700-1752). Charles Loncque was officier in het Staatse leger en kocht in 1701 de heerlijkheid Oosterland van Henriëtte Jacoba de Jonge. Bij deze heerlijkheid hoorde het ambachtshuis het Heerenhof. Het gezin woonde in Lillo, waar Charles in 1703 als commandant werd aangesteld, maar verbleef ook regelmatig op het Heerenhof.   
Volgens een brief van vader Charles was Susanna Maria als zevenjarige weinig leergierig, maar hij ging er zelf van uit dat het wel zou goed komen naarmate zij ouder werd. Uiteindelijk zou ze vaak bij haar oom en tante Caspar van Citters (1674-1734) en Magdalena Verheije verblijven: in hun woonplaats Middelburg waren namelijk betere opleidingsmogelijkheden.   
Toen Charles Longue in 1715 overleed vertrokken de weduwe en beide dochters naar Zierikzee.   

### Huwelijk
Susanna Maria trouwde op 12 augustus 1718 met mr. Johan Cau (1767-1720), telg uit het Zeeuwse regentengeslacht Cau, in de kerk van Domburg. Het echtpaar kreeg twee dochters. Johan overleed echter al op 10 december 1720, waardoor Susanne Maria op 21-jarige leeftijd weduwe werd. Het korte huwelijk zou goed en liefdevol zijn geweest en ze bleef de naam van haar echtgenoot haar hele verdere leven dragen: Susanna Maria Loncque weduwe Cau de Domburgh. Beide dochtertjes kwamen overigens al op jonge leeftijd te overlijden: oudste dochter Quirina Susanna werd twee jaar oud, jongste dochter Maria Magdalena werd zes.

### Vermogen
Susanna Maria had van zowel haar vader als haar echtgenoot een vermogen geërfd. Ze wist dit vermogen niet alleen goed te beheren maar ook te vergroten. Zo belegde ze een deel van haar inkomsten in obligaties van de provincie Zeeland, de Republiek en diverse Zeeuwse steden en polders. Ze kocht aandelen in de VOC en WIC. Daarnaast beschikte ze over boerderijen, gronden, de Oosterlandse graanmolen, een kruitmolen in Middelburg en kocht ze aandelen in schepen. De tiendrechten die ze reeds bezat breidde ze uit door op verschillende plekken in Zeeland nieuwe rechten aan te kopen. Ze hield zelf een uitgebreide administratie bij van al haar inkomsten en uitgaven en wist precies hoeveel geld ze in kas had en hoeveel op de bank in Middelburg. Volgens haar eigen berekeningen zou ze tegen het einde van haar leven een totaalbedrag van 193.626 gulden hebben geïnvesteerd.
Haar woonhuis stond aan het Kerkhof in Zierikzee. Ze liet het in de jaren 1730 verbouwen. In 1747 stelde ze haar huis enkele dagen ter beschikking aan stadhouder Willem IV toen die naar Zierikzee kwam. Het huis zou in 1863 in gebruik worden genomen als Burgerweeshuis.
Van 1742 tot 1745 liet ze grote verbouwingen uitvoeren aan het Heerenhof. Sindsdien verbleef ze het grootste deel van het jaar op de buitenplaats.
Ze gebruikte haar vermogen en contacten ook om ondersteuning te bieden. In 1747 brak oorlog uit tussen de Republiek en Frankrijk en Susanna Maria leverde een koffer vol kostbaarheden aan ter ondersteuning van de oorlogsvoering. Toen een 15-jarig meisje uit Oosterland radeloos bij haar op de stoep stond, smekend om hulp omdat ze zo slecht werd behandeld, schakelde Susanna Maria haar neef Jacob van Citters (1708-1792) in om het meisje bij haar voogd in Middelburg te krijgen. Aan bewoners verstrekte ze leningen, zoals aan wagenmaker Adriaan Haringman.

### Ambachtsvrouwe
In 1701 had haar vader Charles Loncque de heerlijkheden Oosterland en Sirjansland aangekocht. Hij bepaalde dat Susanna Maria de heerlijkheid Oosterland zou erven en Johanna Jacoba de heerlijkheid Sirjansland, maar pas na het overlijden van hun moeder Quirina: tot die tijd behield Quirina dus de titel van ambachtsvrouwe en het vruchtgebruik van beide heerlijkheden.
Begin 1731 legde Susanna Maria enkele afspraken vast met haar zwager Anthoni Ockersse. Oosterland kon alleen nog maar vererven op de oudste erfgenaam en alleen aan rechtstreekse nazaten. Voor Sirjansland werd vastgelegd dat dit na het overlijden van Quirina zou overgaan naar Susanna Maria. In ruil voor het opgeven van al zijn rechten kreeg Ockersse voor 26.000 gulden aan obligaties.
Toen Quirina in mei 1731 overleed, werd Susanna Maria de ambachtsvrouwe van Oosterland, Sirjansland en Oosterstein. Ze woonde in Zierikzee maar verbleef graag in het Heerenhof, dat ze als buitenplaats gebruikte. Als ambachtsvrouwe bemoeide ze zich actief met het bestuur van de dorpen. Officieel liet ze zich door een mannelijk familielid - zoals Anthoni Ockersse - vertegenwoordigen, maar ze benoemde zelf de functionarissen in zowel het dorps- als polderbestuur. Haar invloed bij het bepalen van de leden van de kerkenraad was groot en ook hield ze zich bezig met de aanstellingen van predikanten en onderwijzers. Aan zowel het dorpsbestuur als bewoners verstrekte ze leningen. Verder breidde ze haar bezittingen in Oosterland nog verder uit met gebouwen en gronden.
Als ambachtsvrouwe kon ze zich boos maken als zaken niet goed verliepen. Zo liet haar stadhouder Aart Goudswaart in 1746 een gevangene ontsnappen. Susanna Maria beklaagde zich in stevige bewoordingen bij haar neef Jacob van Citters over haar incompetente stadhouder en wenste nu snel de vacature voor baljuw alsnog te vervullen. Ze noemde Goudswaart een 'lomper' en een 'bour'. Toen Goudswaart in 1750 overleed nam ze Cornelis Smith aan als baljuw en schout.

### Sociaal leven
Susanna Maria was een godsdienstige vrouw en bezocht de kerk met regelmaat. Met dominee Van Cleeff - sinds 1742 werkzaam te Oosterland - en zijn echtgenote Catharina had ze een goede band. Ze verstrekte de dominee vanaf 1744 een persoonlijke jaarlijkse toelage en nam het echtpaar op in haar testament.
Het domineesechtpaar was een van de weinige contacten die Susanna Maria had in Oosterland. Met haar zwager Anthoni Ockersse kon ze niet goed overweg en aan de inwoners van Oosterland had ze niet veel, want die waren niet van haar stand. Wel had ze een vriendin in de ongehuwde Cornelia Pous, die haar regelmatig gezelschap hield.  
Ze had veel steun aan haar oom Caspar van Citters en zijn zoon Jacob: zij hielpen haar niet alleen met bankzaken, maar ze onderhield ook een intensieve briefwisseling met hen waarin ze haar zorgen en frustraties uitte.  
Ze bezat op het Heerenhof een omvangrijke bibliotheek die na haar dood op ruim 1000 gulden werd getaxeerd. Regelmatig kocht ze boeken, vooral van theologische aard.  

### Zorgen over de nalatenschap
Voor Susanna Maria was het van belang dat de heerlijkheden Oosterland en Sirjansland in de familie bleven. Charles Loncque had deze wens duidelijk uitgesproken en zij wilde deze wens eerbiedigen. Zelf had ze geen overlevende kinderen, dus haar bezittingen zouden bij de twee dochters van haar zus Johanna Jacoba terecht komen. Ze had echter weinig vertrouwen in Anthoni Ockersse, de echtgenoot van haar zus: ze vreesde dat hij de heerlijkheden niet aan zijn twee dochters zou geven maar zou verkopen of in eigen bezit houden. Daarom stelde Susanna Maria in 1745 een testament op waarin zij bijna alles naliet aan het Middelburgse Burgerweeshuis, maar het testament bood een uitweg: indien Johanna Jacoba binnen drie maanden na Susanna's overlijden zou vastleggen dat haar dochters de enige erfgenamen waren, zou de gehele erfenis alsnog naar Johanna Jacoba gaan. Mocht Johanna Jacoba al eerder zijn overleden, dan moesten beide dochters zich in een verklaring vastleggen op het uitvoeren van Susanna's laatste wil. Bij een eventueel gebrek aan nazaten zouden de twee heerlijkheden aan Susanna's neef Jacob van Citters toevallen.
Uiteindelijk normaliseerden de betrekkingen tussen Susanna Maria en haar zwager in 1751, waarschijnlijk met dank aan de hulp van Jacob van Citters. Anthoni Ockersse beloofde om de wensen van Susanna Maria te eerbiedigen. 
Op 7 maart 1752 overleed haar zus Johanna Jacoba. Ondanks dat Susanna Maria nu op goede voet stond met haar zwager, had ze toch onvoldoende vertrouwen in de afloop en wilde ze haar testament nog aanpassen. Ze werd echter ziek en kwam daar niet meer aan toe. 

### Overlijden
Susanna Maria overleed op 1 september 1752. Ze werd bijgezet bij haar ouders in de grafkelder van de kerk van Oosterland. In de kerk bevindt zich tevens een epitaaf dat in 1757 werd geplaatst. Het ontwerp was van de destijds befaamde architect Jan Pieter van Baurscheit de Jonge. Susanna Maria had hem in 1743 verzocht om een ontwerp van het epitaaf en was in 1750 nog met neef Jacob van Citters in de Antwerpse werkplaats geweest om de opdracht definitief te verlenen.
Uit de inventaris van de boedel bleek dat deze 433.344,05 gulden waard was, waarvan 300.000 gulden aan beleggingen. Het bedrag werd gelijkelijk verdeeld over de twee dochters van haar inmiddels overleden zuster. Alle wensen van Susanna Maria werden opgevolgd. De oudste dochter Jacoba Magdalena (1731-1772) voegde de naam Oosterland toe aan haar achternaam. Jongste dochter Cornelia Martha overleed al in 1753 waardoor Jacoba de enige erfgenaam werd. Na haar huwelijk in 1754 met Johan Steengracht (1727-1785) werd hij de ambachtsheer van de heerlijkheden, in 1785 opgevolgd door hun zoon Nicolaas.
In haar testament had Susanna Maria voor diverse personen geldbedragen gereserveerd, zoals haar personeelsleden. Voor de kerken van Oosterland en Sirjansland moest zilverwerk worden vervaardigd voor het Heilig Avondmaal. De armenorganisaties van beide dorpen kregen een legaat in de vorm van obligaties waarvan de rente voor de ondersteuning van behoeftigen gebruikt moest worden.
In haar testament had ze ook geld beschikbaar gesteld voor de oprichting van een gasthuis. In 1754 werd dit Gasthuis, bestaande uit zes woningen, gebouwd. In 1945 liep het gebouw oorlogsschade op maar is nadien gerestaureerd. Voor het Gasthuis is in 2004 een beeld van Susanna Maria geplaatst.

## Afbeeldingen

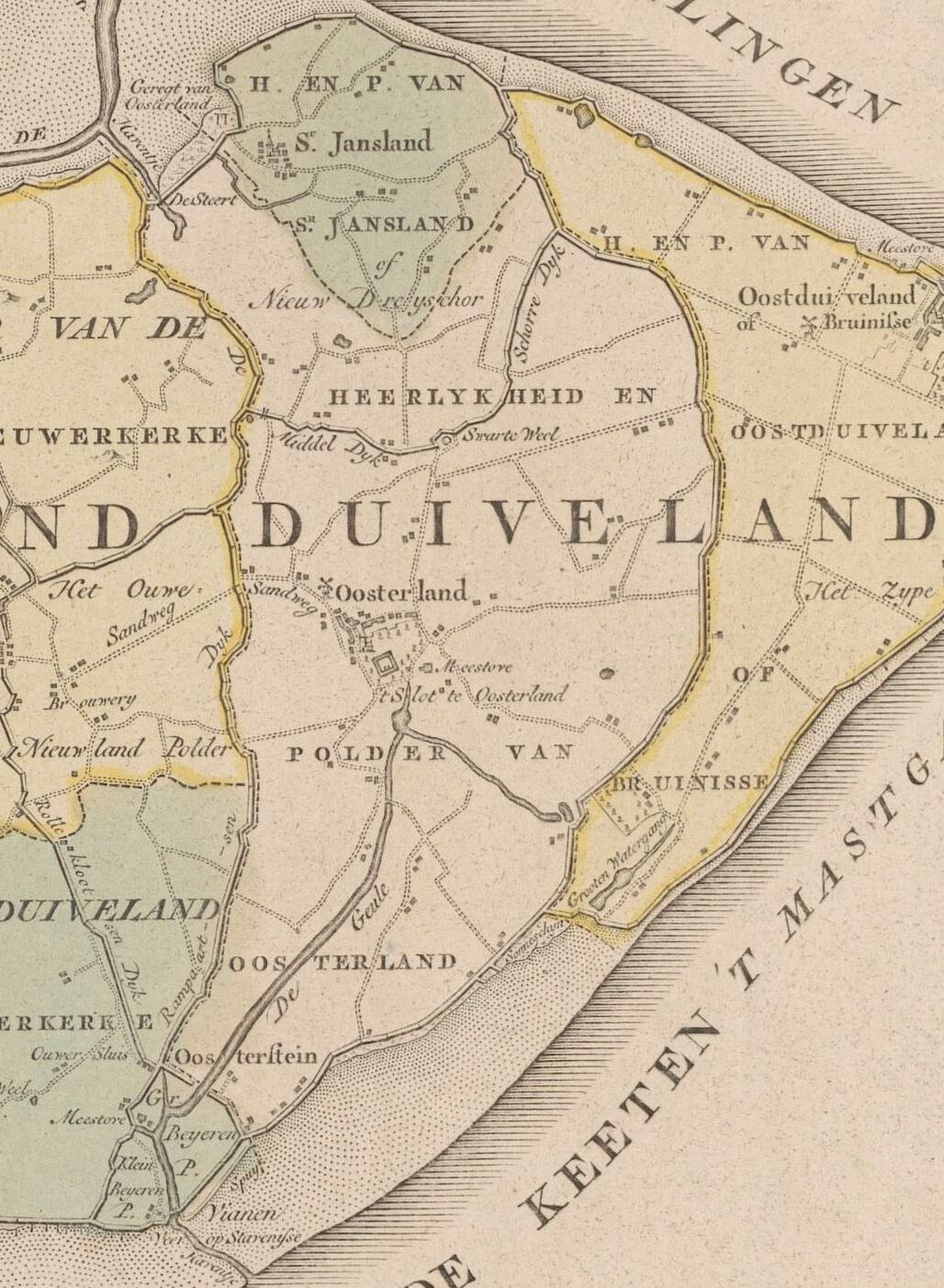
Kaart van de heerlijkheid Oosterland.
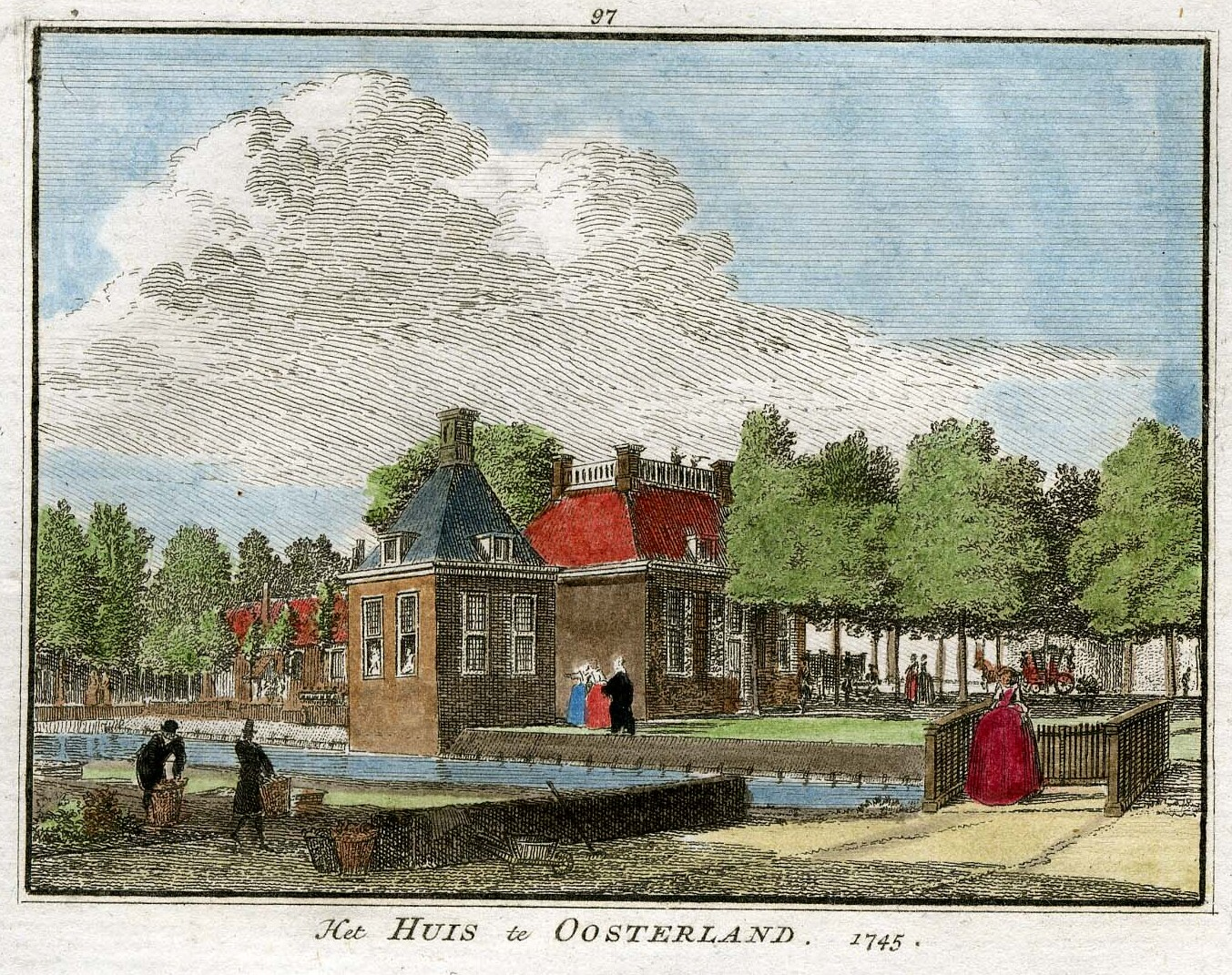
Het Heerenhof in Oosterland.
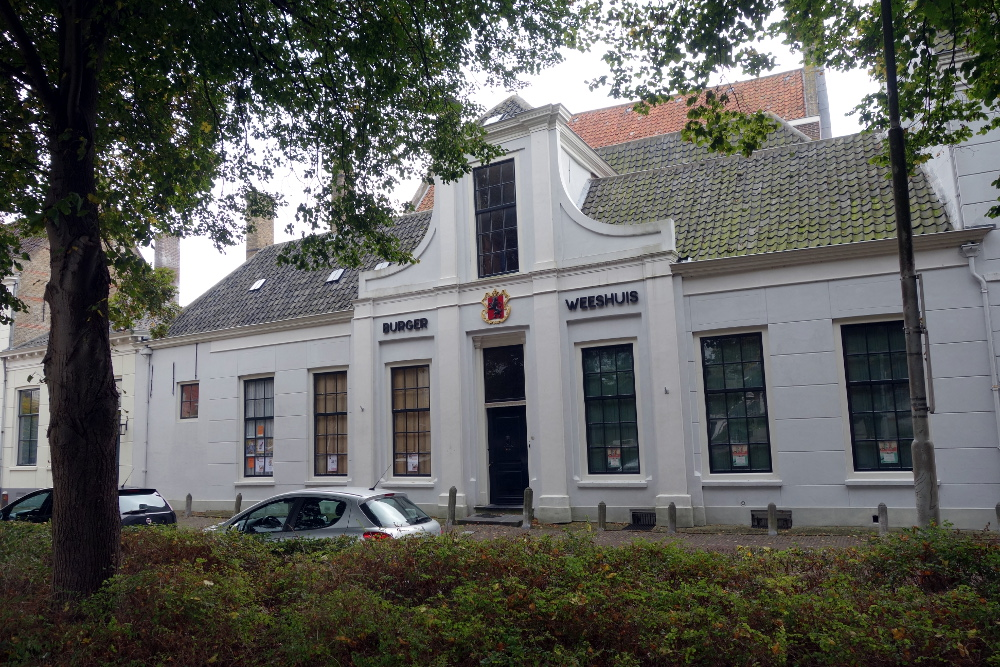
Het woonhuis in Zierikzee.
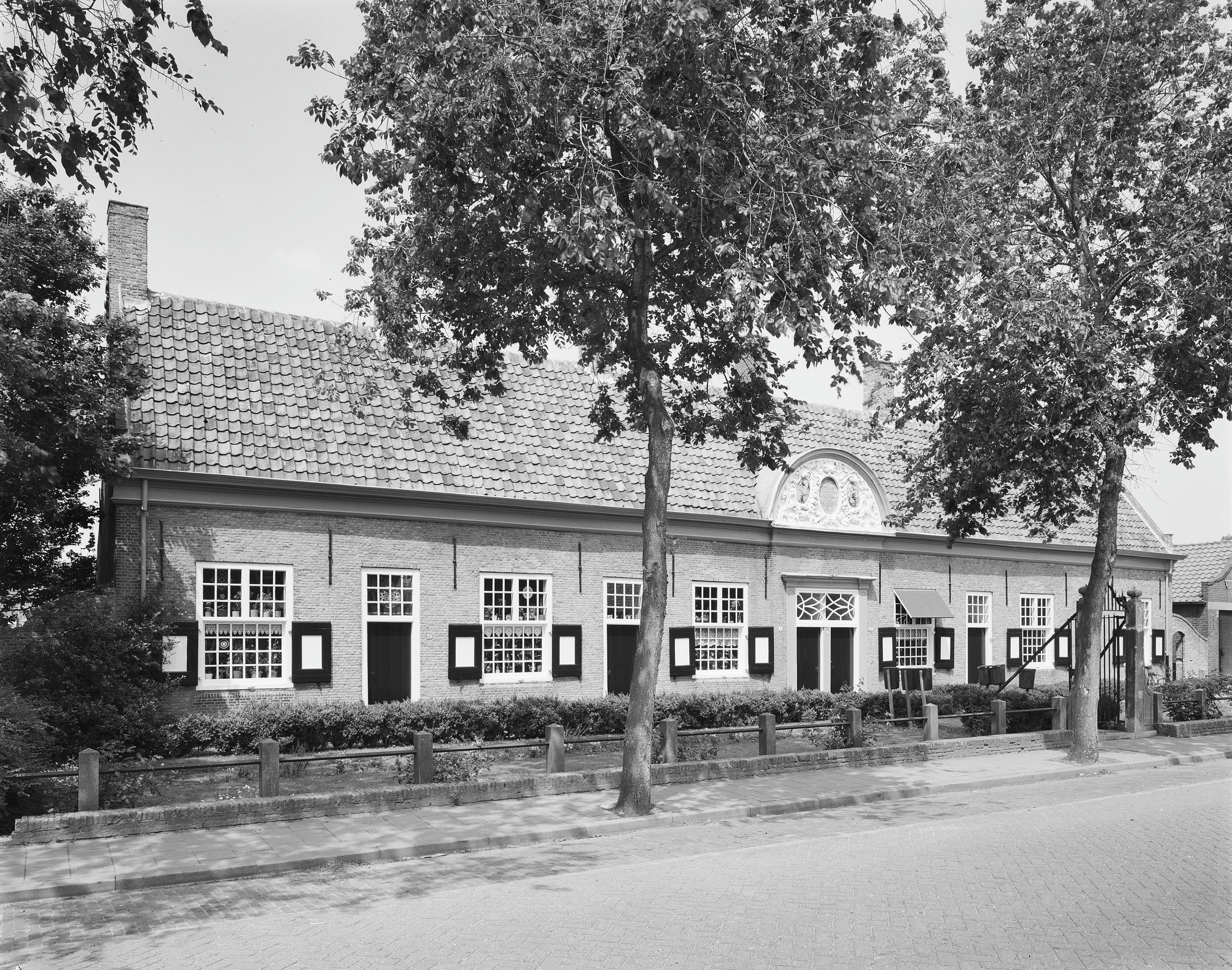
Het Gasthuis van Oosterland.
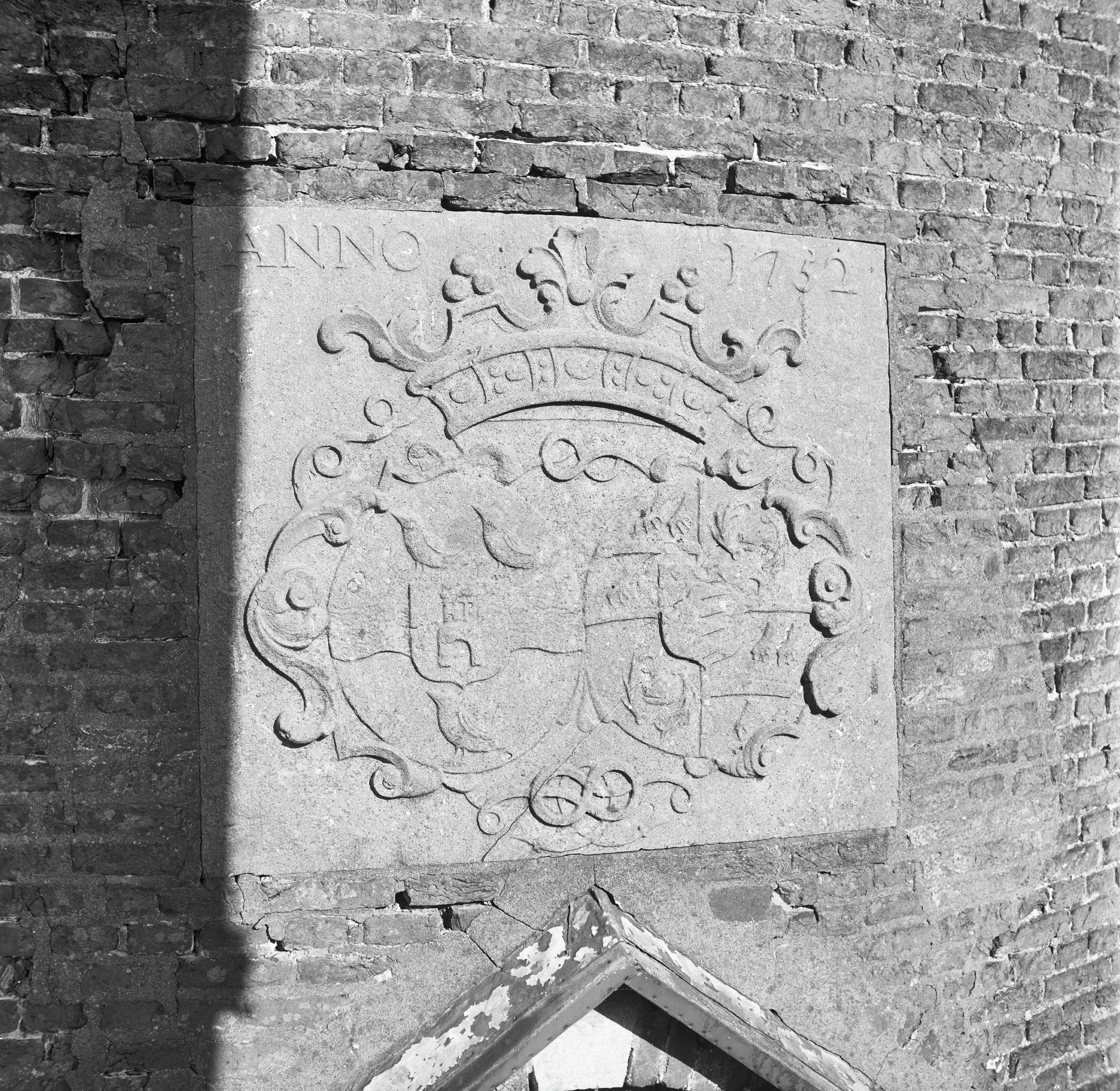
In 1752 werd de nieuwe molen van Oosterland opgeleverd. De stichtingssteen toont de wapens van Susanna Maria Loncque en Johan Cau.